# Robert-François Damiens
Pour les articles homonymes, voir Damiens.
Ne doit pas être confondu avec François Damiens.
 (mars 2015).
Robert-François Damiens est un criminel français, né le 9 janvier 1715 à La Thieuloye, près d'Arras, et exécuté le 28 mars 1757 à Paris, condamné par la justice pour avoir tenté d'assassiner le roi Louis XV. Il est la dernière personne, en France, à subir l'écartèlement, supplice réservé au régicide sous l'Ancien Régime.

## Biographie
Robert-François Damiens est originaire d'une famille nombreuse de l'Artois, le huitième de dix enfants. Son père, fermier ruiné car ayant mal géré son domaine, devient travailleur journalier agricole, puis gardien de prison. Sa mère meurt lorsqu'il a seize ans ; il est alors élevé par un oncle à Béthune. Enfant turbulent, ses frères et sœurs le surnomment « Robert le Diable ».
Contrairement à ce qu'affirme Voltaire, Damiens n'a jamais été soldat, mais il a servi un militaire qu'il avait suivi en Saint-Empire lors du siège de Philippsbourg en 1734. Traumatisé par l'expérience, il devient valet à Louis-le-Grand, collège de jésuites situé à Paris. Il doit bientôt quitter l'établissement, car il s'est marié, et la règle impose aux valets le célibat. Il sert alors comme domestique chez de nombreux conseillers du Parlement de Paris, dont certains, au nombre desquels le comte de La Bourdonnais et Bèze de Lys, comptent parmi les plus virulents opposants au roi.
Damiens est grand, mince et brun. Il a un nez aquilin et le visage marqué de petite vérole. Il forme avec sa femme, cuisinière, et sa fille unique, apprentie couturière, une famille unie, et il doit lutter, au fil de ses emplois, pour ne pas trop s'éloigner d'elles. Il passe beaucoup de temps au palais de Justice, s'enquérant des nouvelles et faisant le coursier pour tel ou tel magistrat, ou la mouche (le mouchard, l'indicateur) pour la police. En ces temps de conflit entre le Parlement et le roi, Damiens vit au cœur de l'opposition parlementaire. D'une piété fervente, il tient des discours religieux exaltés, notamment au cours de ses beuveries.
En juillet 1756, il se réfugie chez sa famille à Arras après avoir volé 240 louis à son dernier maître.

### L'attentat

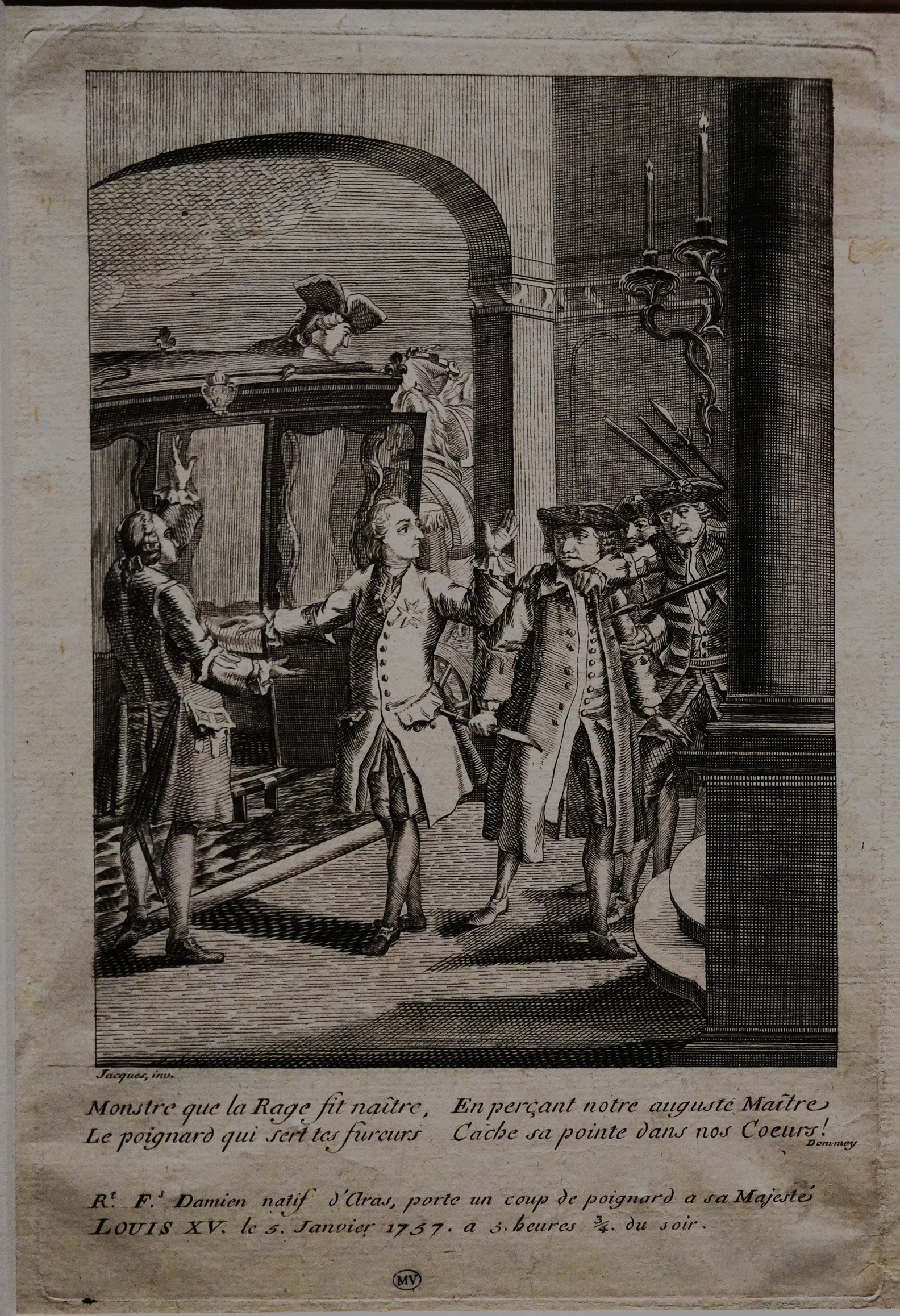
L'attaque de Damiens.

Le mercredi 5 janvier 1757, alors que la cour en effectif réduit est au Grand Trianon, plus facile à chauffer que Versailles, et que la famille royale s'apprête, ironie de l'histoire, à « tirer les rois », Louis XV rend visite à sa fille, Madame Victoire, qui est restée alitée au château de Versailles. Damiens loue épée et chapeau dans une boutique sur la place d'armes devant le château, entre au palais de Versailles, parmi les milliers de personnes qui essayent d'obtenir des audiences royales. Vers 18 heures, alors qu'il fait nuit, Louis XV va regagner son carrosse, Damiens fend la haie des gardes, le chapeau sur la tête, frappe le roi et recule par la trouée qu'il a pratiquée. Louis XV croit d'abord à un coup de poing, puis trouve son côté ensanglanté. Le dauphin et ses compagnons maîtrisent Damiens qu'ils remettent aux gardes alors que le roi s'écrie : « Qu'on l'arrête et qu'on ne lui fasse pas de mal ! ». Le roi retourne à sa chambre et, se croyant moribond, demande un confesseur et l'extrême onction.
L'arme du crime est un canif à deux lames rétractables acheté chez une marchande de quincaillerie, trouvé dans la poche de Damiens. Celle qui a frappé le roi mesure 8,1 cm. La blessure, située du côté droit, se trouve entre les 4e et 5e côtes. Les nombreuses couches de vêtements, notamment celles en soie et en velours, nécessaires à cause de l'hiver rigoureux, ont amorti la plus grande force du coup. La Martinière, premier chirurgien, sonde la blessure : aucun organe n'est atteint. Il s'agit donc d'une blessure sans gravité, à moins que la lame n'ait été empoisonnée préalablement, ce qui n'est pas le cas. Le roi, cependant, restera cloîtré dans sa chambre pendant dix jours. Impopulaire depuis une dizaine d'années, il est prêt à changer d'attitude en marquant plus de dévotion, en renonçant à ses maîtresses et en préparant le dauphin à sa succession. 
Quant à Damiens, il est interrogé, dans la salle des gardes, sur de possibles complicités : « Non, sur mon âme, je jure que non ! ». Alors que les gardes lui tenaillent les pieds avec des pincettes rougies au feu, il s'écrie, pour faire cesser la torture : « Qu'on prenne garde à M. le Dauphin ! ». Le garde des sceaux, Machaut d'Arnouville, arrivé peu de temps après, ordonne qu'on mette un gros fagot dans le feu et qu'on y jette Damiens. Il est interrompu par l'arrivée du grand prévôt de l'hôtel, qui prend en charge le prisonnier.

### L'instruction

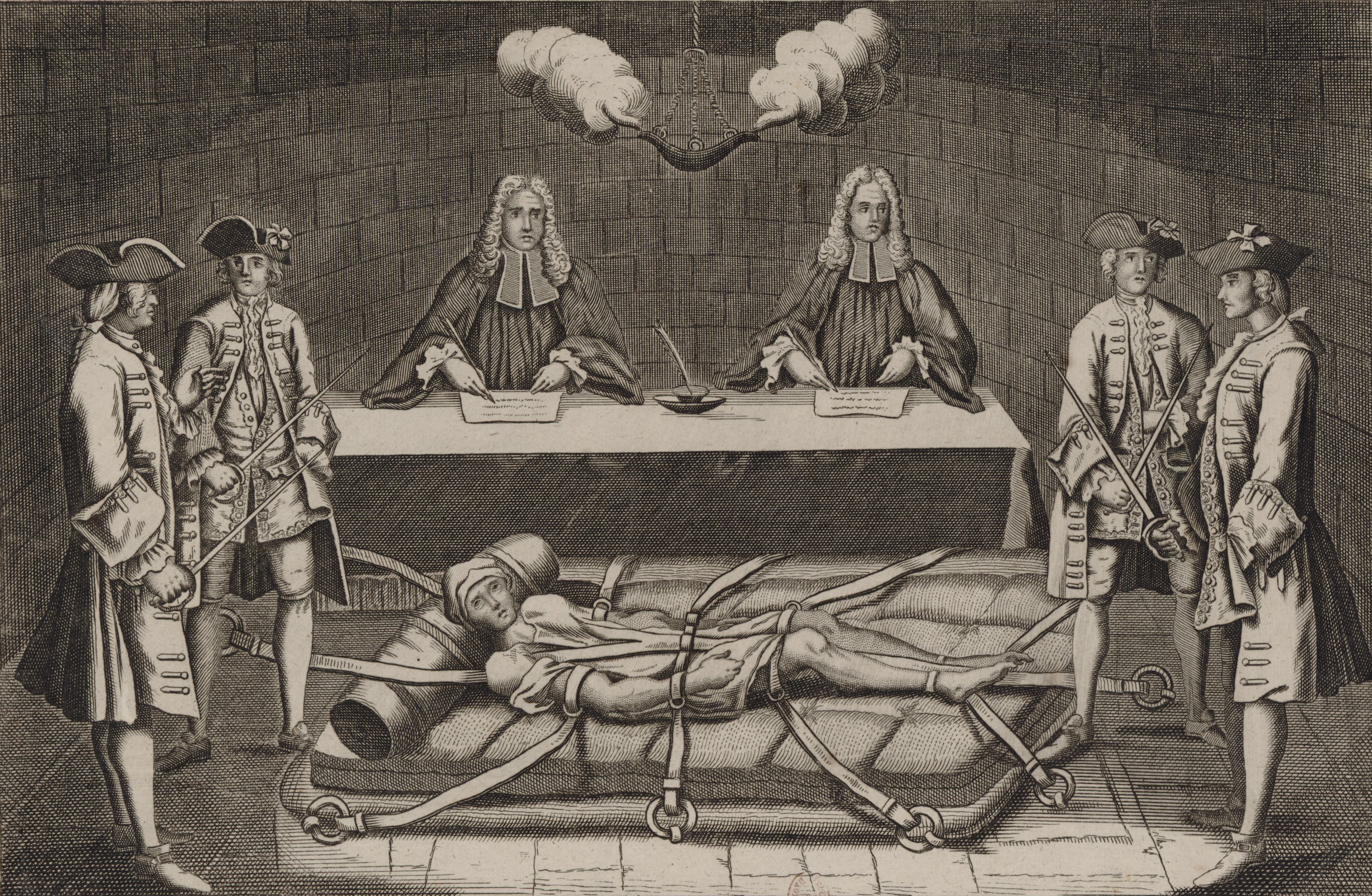
Robert-François Damiens devant ses juges.

À Paris, l'agitation est grande. On accuse d'abord les Anglais[réf. souhaitée], ensuite les jésuites ou les jansénistes actifs dans les milieux parlementaires. Louis XV déclare tout de suite qu'il pardonne. Il aurait sans doute préféré une peine symbolique pour une blessure bénigne, mais ce genre de décision ne lui revenait pas personnellement. Légalement, le crime de Damiens relève de la prévôté de l'Hôtel du roi, chargée de la police dans les résidences royales. Les premiers conseils tenus par le dauphin évoquent une commission de conseillers d'État et de maîtres des requêtes. Mais des tractations secrètes entre le Parlement de Paris et le roi permettent au premier d'être finalement chargé de l'instruction qu'il mène dans le plus grand secret.
Le 15 janvier, des lettres patentes ordonnent donc que Damiens soit jugé par la grande chambre du Parlement, au lieu de la Tournelle, salle ordinaire des audiences criminelles. Le chef d'accusation de cette justice d'exception est le régicide. Louis XV précise en préambule :

« Les sentiments de religion dont nous sommes pénétrés et les mouvements de notre cœur nous portaient à la clémence. Mais nos peuples, à qui notre vie n'appartient pas moins qu'à nous-mêmes, réclament de notre justice la vengeance d'un crime commis contre des jours que nous désirons de conserver pour leur bonheur. »

### La torture, le procès, la sentence

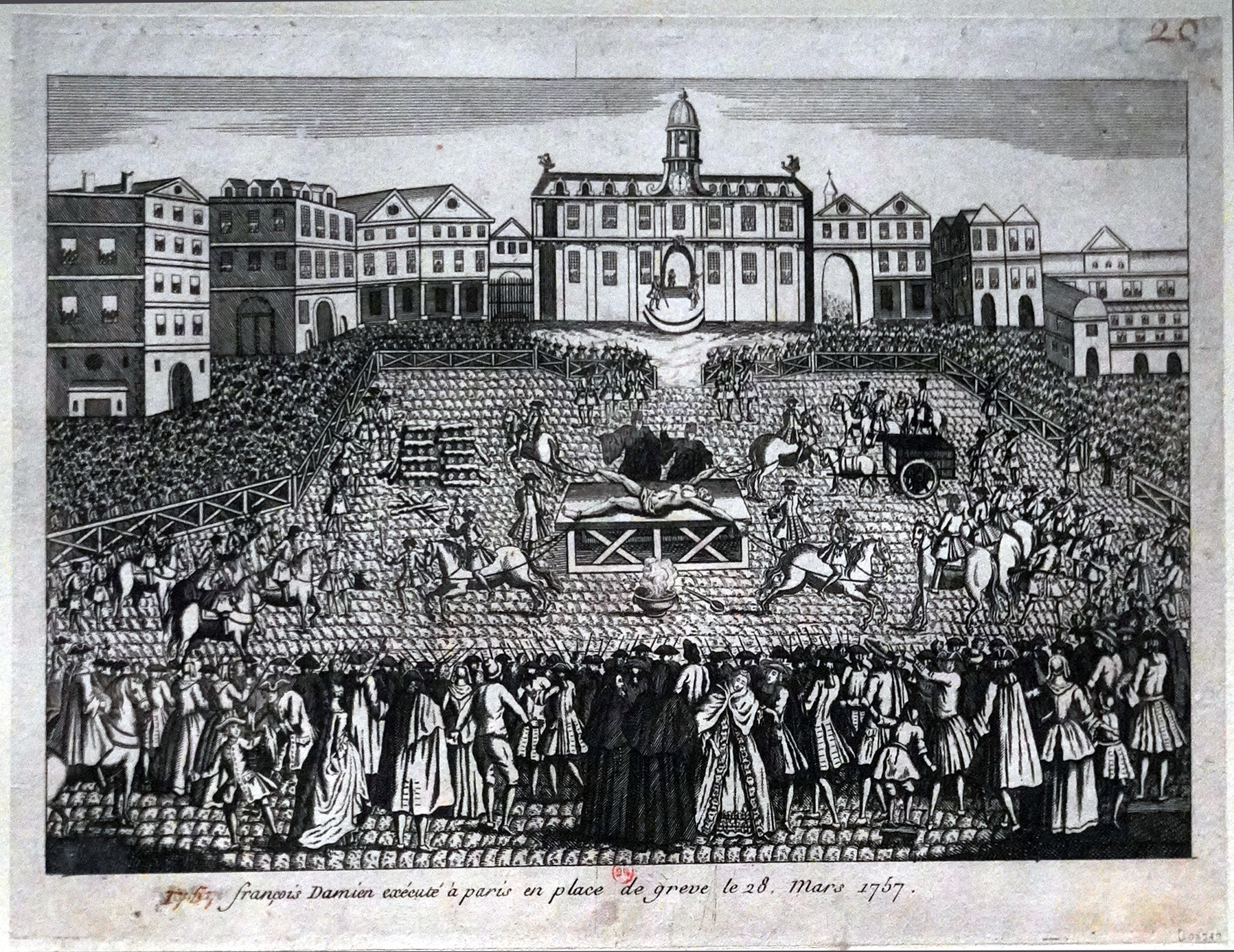
Son exécution en place de grève.

Dans la nuit du 17 au 18 janvier, Damiens est transféré de Versailles à la Conciergerie à Paris, là où Ravaillac avait été enfermé. Il est torturé, attaché sur son lit par un assemblage inouï de courroies de cuir qui lui tiennent chaque membre et sont retenues par des anneaux scellés au plancher. Mais les deux médecins qui s'assurent de sa santé obtiennent des magistrats qu'il lui soit permis de se déplacer dans sa chambre et de marcher chaque jour.
Tandis que les magistrats instructeurs entendent le prisonnier dans le plus grand secret et font arrêter tous ses proches, tous également mis au secret, le procès s'ouvre à la Grand'chambre le 12 février.
Dix audiences se passent, et Damiens n'est entendu que le 26 mars 1757. Harcelé de questions interro-négatives (« s'il n'est pas vrai qu'il a dit que... », ou « s'il n'a pas dit que... ») qui ne lui permettent pas de s'expliquer, il réussit tout de même à dire : « Si je n'étais jamais entré dans les salles du palais, et que je n'eusse servi que des gens d'épée, je ne serais pas ici ».

 
Damiens est condamné pour régicide à « faire amende honorable devant la principale porte de l'église de Paris », où il doit être « mené et conduit dans un tombereau, nu, en chemise, tenant une torche de cire ardente du poids de deux livres » puis, « dans le dit tombereau, à la place de Grève, et sur un échafaud qui y sera dressé, tenaillé aux mamelles, bras, cuisses et gras des jambes, sa main droite tenant en icelle le couteau dont il a commis le dit régicide, brûlée au feu de soufre, et sur les endroits où il sera tenaillé, jeté du plomb fondu, de l'huile bouillante, de la poix résine brûlante, de la cire et soufre fondus et ensuite son corps tiré et démembré à quatre chevaux et ses membres et corps consumés au feu, réduits en cendres et ses cendres jetées au vent ». Damiens aurait déclaré, à l'énoncé du verdict : 

« « La journée sera rude » »

.
Le 28, la sentence est exécutée, dans des conditions particulièrement atroces. Il s'agit, selon Louis-Sébastien Mercier, du « supplice le plus horrible & le plus dégoûtant que la justice ait jamais osé imaginer, pour venger les rois ». Les seize bourreaux venus de toute la France, sans réelle pratique de ce genre de torture, attachent quatre chevaux rétifs conduits par des cavaliers enivrés, probablement pour les besoins de la cause. Une foule immense assiste à ce spectacle ; les balcons des maisons de la place de Grève sont loués jusqu'à 100 livres (un homme se serait défenestré par accident, tuant deux personnes en tombant). Alors que des femmes du grand monde croient se faire bien voir du roi en trouvant plaisant le spectacle, la foule gronde car les exécuteurs, horrifiés, ne réussissent leur besogne qu'au bout de soixante reprises. En effet, l'homme est de constitution extrêmement robuste, et le supplice dure deux heures et quart, les bourreaux ayant l'interdiction des juges de couper d'abord les tendons des membres pour faciliter l'arrachement ; ils finissent toutefois par en obtenir l'autorisation, après consultation des médecins, et comme le jour s'achève. La mort de Damiens survient seulement à la tombée de la nuit, à l'arrachage du bras droit, le dernier membre. Une image qui hantera le jeune bourreau Charles-Henri Sanson, alors tout juste âgé de dix-huit ans ; chargé d'assister son oncle Nicolas-Charles-Gabriel Sanson, il ne peut s'acquitter de cette tâche jusqu'au bout (tandis que son oncle cesse définitivement son activité à l'issue de cette exécution).
Après sa mort, sa maison natale est rasée avec interdiction de rebâtir. Sa femme, sa fille et son père sont bannis du royaume, sous peine de mort immédiate en cas de retour (le roi, par mansuétude, leur accorde toutefois une pension importante afin de leur épargner la misère), et le reste de sa famille est contraint de changer de nom. Plusieurs branches de la famille ont repris le nom de Damiens pendant la Révolution française.

#### Sources primaires
- René-Louis de Voyer, marquis d'Argenson, « 1757 », dans Journal et mémoires du marquis d'Argenson. Tome neuvième, publiés par E.J.B. Rathery, Paris, Vve Jules Renouard, 1867, p. 377 sv. – en ligne sur Gallica.
- Edmond Jean François Barbier, « Année 1757 », dans Chronique de la régence et du règne de Louis XV (1718-1763), ou Journal de Barbier. t. 6 (1754-1757), Paris, Charpentier, 1866, p. 424 sv. – en ligne sur Gallica.
- Emmanuel de Croÿ-Solre, « Du 1er janvier au 28 mars 1757 », dans Journal inédit du duc de Croÿ (1718-1784). tome 1, introduction, notes et index par le vte de Grouchy et Paul Cottin, Paris, Flammarion, 1906, p. 362-404 (voir aussi le chapitre suivant). – en ligne sur Gallica.
- Précis historique, concernant Robert-François Damiens ; Avec les principales Pieces de la Procédure instruite contre lui & les Co-accusés. Extrait du recueil général, [S.l.], [s.n.], 1757. – en ligne sur le site de l'Université fédérale de Toulouse Midi-Pyrénées. – Rééd. accompagnée d'une table, sous le titre Pièces originales et procédures du procès, fait à Robert-François Damiens, tant en la Prévôté de l'Hôtel qu'en la Cour de Parlement, Paris, Pierre-Guillaume Simon, 1757. – en ligne sur Internet Archive.
- Henri-Clément Sanson (éd.), « François Damiens - Le procès - L'écartèlement », dans Sept générations d'exécuteurs, 1688-1847 : mémoires des Sanson. Tome deuxième, Paris, Dupray de La Mahérie, 1862, p. 275-355. – en ligne sur Gallica.
- Voltaire, « Attentat de Damiens sur la personne du roi », dans Œuvres complètes de Voltaire. Tome vingt-sixième. Histoire du parlement de Paris, [S.l.], Société Littéraire Typographique, 1784, p. 321-333. – en ligne sur E-rara.
- Horror Huamanum Est, https://www.youtube.com/watch?v=p85XfL_aqgI, "Le Parricide de Damiens" : vidéo courte réalisée par un historien et résumant l'histoire.

#### Études et essais
- Pierre Rétat (dir.), L'attentat de Damiens : discours sur l'événement au XVIIIe siècle, Paris / Lyon, Éditions du CNRS / Presses universitaires de Lyon, 1979, 439 p. (ISBN 2-222-02598-2 et 2-7297-0045-5, présentation en ligne, lire en ligne).
- (en) Dale K. Van Kley, The Damiens Affair and the Unraveling of the Ancien Régime, 1750–1770, Princeton (New Jersey), Princeton University Press, 1984, XII-373 p. (présentation en ligne), [présentation en ligne].
- Michel Antoine, Louis XV, Paris, Fayard, 1989  (ISBN 2-213-02277-1).
- Pierre Chevallier, Les Régicides : Clément, Ravaillac, Damiens, Paris, Fayard, 1989, 419 p. (ISBN 2-213-02326-3).
- Berthe Thelliez, L'Homme qui poignarda Louis XV, Robert-François Damiens, Paris, Tallandier, 2002.
- Claude Quétel, « On a voulu tuer Louis XV ! », L'Histoire no 316, janvier 2007, p. 23–24.
- Nicolas Vidoni, « Le procès de Damiens (1757) : un procès unique en son genre », dans Jean-Marc Berlière (dir.), Les grandes affaires criminelles du Moyen Âge à nos jours, Paris, Perrin, 2020, 368 p. (ISBN 978-2-262-08102-7), p. 37-58.
- Michel Porret, « À la une de « Surveiller et punir » : l'anachronisme du supplice de Damiens », dans Michel Porret avec Marco Cicchini, Les sphères du pénal avec Michel Foucault : histoire et sociologie du droit de punir, Lausanne, Antipodes, 303 p.

#### Littérature
- Henri Béraud, Le Vitriol de Lune, Roman, Albin Michel, prix Goncourt 1922.
- Jacques Delaye, Louis XV et Damiens, Paris, Gallimard, 1986.
- Claire Fourier, Tombeau pour Damiens, La Journée sera rude, éd. du Canoë, mai 2018.
- Pierre Légier, « Vers sur le parricide de Damiens », dans Amusements poétiques, Orléans, Couret de Villeneuve, 1769, [lire en ligne] p. 6-8.
- Simon Hache, Hautes Œuvres - Petit traité d'humanisme à la française, éditions La Boîte à bulles, 2008.
- Shin’ichi Sakamoto, Innocent T. 3 & T. 4, Delcourt Manga.